# Lepadogaster
Lepadogaster – rodzaj ryb z rodziny grotnikowatych (Gobiesocidae).

## Klasyfikacja
Gatunki zaliczane do tego rodzaju:
- Lepadogaster candollii
- Lepadogaster lepadogaster - grotnik czerwony[3]
- Lepadogaster purpurea

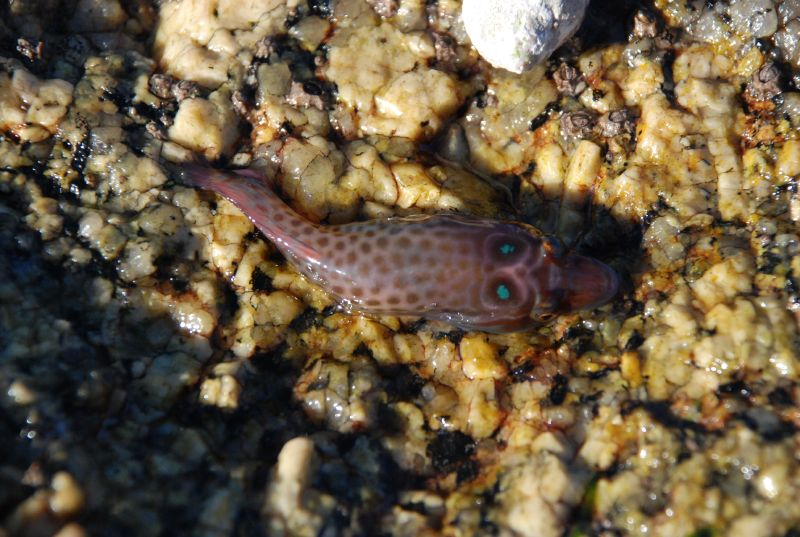
Lepadogaster lepadogaster